# Sinfonie KV 97 (Mozart)
Die Sinfonie D-Dur Köchelverzeichnis 97 (73m) ist eine klassische Sinfonie in vier Sätzen, die möglicherweise von Wolfgang Amadeus Mozart komponiert wurde.

## Allgemeines

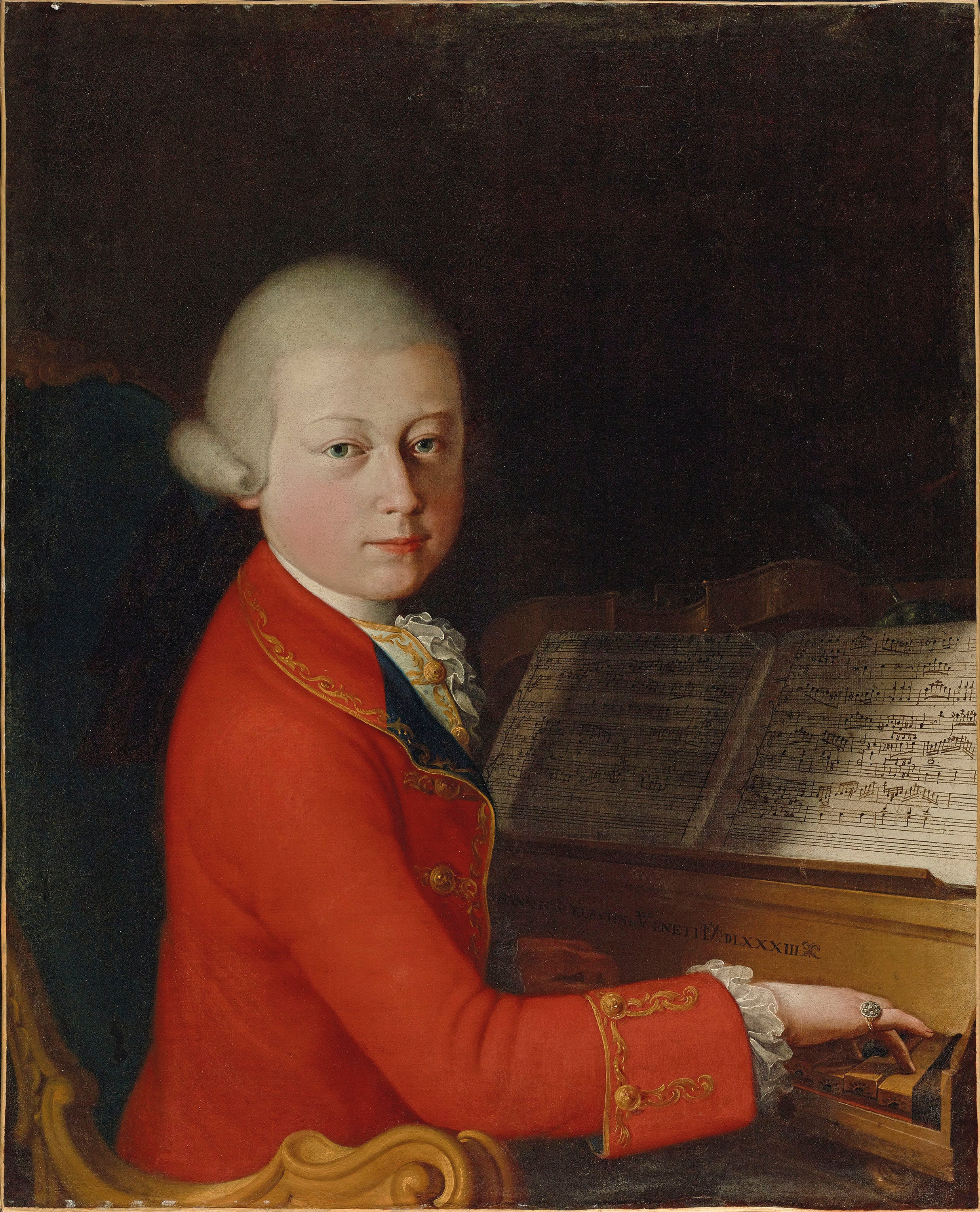
Gemälde Mozarts von Saverio dalla Rosa, Januar 1770

Am 25. April 1770 erwähnt Mozart in einem Brief aus Italien an seine Schwester u. a. zwei Sinfonien. Alfred Einstein (1937) ist der Auffassung, dass es sich dabei um Köchelverzeichnis (KV) 95 und KV 97 handelt, die man auch als „Zwillingssinfonien“ bezeichnen könnte (Einstein bezieht sich dabei auch auf die Tonart und die Struktur der Werke) und die Mozart wahrscheinlich im April 1770 in Rom komponiert habe. Diese Auffassung wird jedoch von anderen Autoren bezweifelt, da für beide Sinfonien keine Autographe überliefert sind.
Auch für zwei weitere D-Dur Sinfonien, KV 81 und KV 84, die Mozart während seiner ersten Italienreise komponiert haben soll, ist die Echtheit nicht zweifelsfrei geklärt. Wolfgang Gersthofer (2007) nimmt unter Berücksichtigung anderer, sicher von Mozart während dieser Zeit entstandenen Werke eine Autorschaft desselben für die Sinfonien KV 81, KV 84, KV 95 und KV 97 „mit großer Wahrscheinlichkeit“ an.
Ob die Sinfonien KV 95 und KV 97 ursprünglich – dem italienischen Typus gemäß – dreisätzig waren und Mozart später das Menuett nachkomponierte, ist unklar.
Die Alte Mozart-Ausgabe (erschienen 1879–1882) führt 41 Sinfonien mit der Nummerierung von 1 bis 41. Weitere Werke wurden bis 1910 in Ergänzungsbänden veröffentlicht. Die darin enthaltenen Sinfonien sind manchmal mit den Nummern 42 bis 55 bezeichnet (KV 97 hat die Nummer 47), auch wenn es sich um frühere Werke als Mozarts letzte Sinfonie KV 551 von 1788 handelt, die nach der Alten Mozart-Ausgabe die Nummer 41 trägt.

## Zur Musik
Besetzung:  zwei Oboen, zwei Hörner in D, zwei Trompeten in D, Pauken, zwei Violinen, Viola, Cello, Kontrabass. In zeitgenössischen Orchestern war es zudem üblich, auch ohne gesonderte Notierung Fagott und Cembalo (sofern im Orchester vorhanden) zur Verstärkung der Bass-Stimme bzw. als Continuo einzusetzen.
Aufführungsdauer:  ca. 11 Minuten
Bei den hier benutzten Begriffen in Anlehnung an die Sonatensatzform ist zu berücksichtigen, dass dieses Schema in der ersten Hälfte des 19. Jahrhunderts entworfen wurde (siehe dort) und von daher nur mit Einschränkungen auf die Sinfonie KV 97 übertragen werden kann. Die Sätze 1, 2 und 4 entsprechen noch mehr der zweiteiligen Form, bei der der zweite Satzteil als modifizierter Durchlauf des ersten („Exposition“) angesehen wird. – Die hier vorgenommene Beschreibung und Gliederung der Sätze ist als Vorschlag zu verstehen. Je nach Standpunkt sind auch andere Abgrenzungen und Deutungen möglich.

### Erster Satz: Allegro
D-Dur, 4/4-Takt, 94 Takte
Der Satz ist im Stil einer italienischen Ouvertüre ohne Wiederholungsteile gehalten. Er hat keine ausgeprägte Melodik, sondern ist mehr eine Art „Essay von Orchestergeräuschen“ mit prunkvollem Charakter. Er eröffnet in fanfarenartigen Figuren aus kräftigen Forte-Akkorden im Wechsel mit abgesetzter Achtelbewegung im Piano, wie er sich ähnlich auch bei KV 74 und KV 95 findet. 
Die Audiowiedergabe wird in deinem Browser nicht unterstützt. Du kannst die Audiodatei herunterladen.
Die anschließende Passage ist durch Tremolo geprägt und leitet über die Doppeldominante E-Dur zum zweiten Thema (eher: Motiv) hin. Dieses (Takt 20–25) steht in der Dominante A, ist im Piano gehalten und basiert auf einer kurzen Floskel der Violinen im Terzabstand. Die Schlussgruppe bis Takt 37 enthält viel Tremolo und wechselt in der Harmonie zwischen Tonika D-Dur und Dominante A-Dur.
Ein Überleitungsteil (Takt 38–58, keine Durchführung, da ohne Verarbeitung vom Material des ersten Satzteils) beginnt nach drei Vierteln Pause überraschenderweise als betontes, ausgehaltenes Unisono-C. Der Abschnitt von Takt 39–52 ist durch Synkopen in der 2. Violine rhythmisch aufgelockert und durchläuft die Subdominante G-Dur, gefolgt von e-Moll und h-Moll. Mit einem Tremolo-Abschnitt wird die in Takt 59 beginnende Reprise angekündigt, die in ihrer Struktur weitgehend der Exposition gleicht.

### Zweiter Satz: Andante
G-Dur, 2/4-Takt, 36 Takte, nur Streicher
Das erste Thema ist viertaktig aufgebaut und basiert auf einer Terzfigur der beiden Violinen. Nach kurzer Überleitung in Takt 5 und 6 folgt das zweite Thema, das durch Sechzehntel-Triolenläufe der Violinen im Staccato gekennzeichnet und ebenfalls viertaktig strukturiert ist. Die Exposition endet in Takt 14 in der Dominante D. Ein kurzer „Durchführungsteil“ von Takt 15 bis 22 führt das Hauptmotiv vom ersten Thema nach G-, E-, A- und D-Dur. Die Takte 19 bis 22 enthalten ein neues Fortspinnungsmotiv und kündigen die in Takt 23 beginnende Reprise an.
Der gesamte Satz ist geradezu minimalistisch aufgebaut und entwickelt eine ruhige, gelassene Atmosphäre.  Neal Zaslaw (1986) weist dem Satz eine „attraktive Schein-Naivität“ zu.

### Dritter Satz: Minuetto
D-Dur, 3/4-Takt, mit Trio 40 Takte
Die Audiowiedergabe wird in deinem Browser nicht unterstützt. Du kannst die Audiodatei herunterladen.
Das pompöse Menuett mit dem kennzeichnenden, fanfarenartig aufsteigenden Unisono-Dreiklang basiert auf Akkordmelodik im Wechsel von Tonika und Dominante. Es ist überwiegend im Forte gehalten. 
Das Trio in G-Dur mit einem zweitaktigen Motiv bildet in seiner Besetzung nur für Streicher und dem schroffen Wechsel von Akzenten bzw. kurzen Forte-Einlagen einen starken Kontrast zum Menuett und ist in seiner Klangfarbe ähnlich zum zweiten Satz.

### Vierter Satz: Presto
D-Dur, 3/8-Takt, 173 Takte
Der Satz beginnt mit einer fanfarenartigen Forte-Akkordfolge von D-Dur und A-Dur, auf die sieben Takte von Staccato-Achteln der Violinen folgen. Dieses „erste Thema“ wird wiederholt, bevor in Takt 25 ein durch Tremolo dominierter Überleitungsabschnitt zum zweiten Thema einsetzt. Das zweite Thema (ab Takt 40, A-Dur) ist sanglich gehalten und wird in Moll wiederholt. Es weist Ähnlichkeiten zum Hauptmotiv des ersten Satzes von Ludwig van Beethovens 7. Sinfonie auf: 

„Gespenstisch ist die Vorwegnahme einer Passage im 1. Satz von Beethovens 7. Sinfonie, nicht nur des Themas wegen, sondern auch wegen seiner ebenfalls sofortigen Wiederholung in Moll. Beethoven kann dieses unveröffentlichte Werk nicht gekannt haben. Wir müssen also entweder an einen erstaunlichen Zufall glauben oder annehmen, dass sie beide von einem Werk eines uns unbekannten Dritten inspiriert wurden.“

Die Schlussgruppe (Takt 57–71) ist wieder durch Akkordmelodik und Tremolo charakterisiert. Die Exposition wird nicht wiederholt. Es folgt auch keine Durchführung, sondern – wie im ersten Satz – ein Überleitungsabschnitt mit neuen Motiven. Bemerkenswert ist ein Orgelpunkt des Horns auf A von Takt 72 bis 86.  Bis zum Beginn der Reprise in Takt 101 dominieren die bekannten Akkordfolgen und Tremoli. Eine kurze Coda mit Dreiklangsmelodik (Takt 170–173) beenden diesen gigueartigen Satz.